# Chapelle Saint-Sornin de Serrières
La chapelle Saint-Sornin (XIIe siècle) est une ancienne chapelle située à Serrières, en France. Elle héberge aujourd'hui le Musée des mariniers.

## Description
La charpente de châtaignier (XIVe siècle) est construite en « cul de barque », certainement par des mariniers. Des peintures récemment mises au jour ornent les murs de l'église (certaines du XIVe siècle).

## Localisation
La chapelle est située sur la commune de Serrières, dans le département français de l'Ardèche.

## Historique
L'édifice est classé au titre des monuments historiques en 1932 et 1937.